# Cugy, Vaud
Cugy är en ort och kommun  i distriktet Gros-de-Vaud i kantonen Vaud, Schweiz. Kommunen har 2 725 invånare (2023).